# Earl Campbell
Earl Campbell (Tyler, 29 maart 1955) is een voormalig Amerikaans American football-running back. Hij speelde van 1978 tot 1985 in de NFL bij twee clubs, de Houston Oilers (1978 tot 1984) en de New Orleans Saints (1984-1985). Campbell studeerde aan de universiteit van Texas, waar hij in 1977 de Heisman Trophy won. Campbell werd in 1978 als eerste gekozen in de draft en had een uitermate succesvolle carrière.

## Jeugd
Campbell groeide op in Tyler, Texas. Hij was de zesde van elf kinderen. Zijn vader stierf toen Campbell elf was. Hij begon op zijn tiende met footballspelen en begon als linebacker omdat zijn favoriete speler Dick Butkus ook op die positie speelde. Zijn moeder Ann wilde liever niet dat Earl aan deze sport zou doen, omdat zij die veel te ruig vond. Ze probeerde hem er meerdere malen toe te bewegen met de sport te stoppen, maar, zo zei ze later: "Earl houdt van deze sport en ik wil mijn zoon gelukkig zien." Campbell leidde het team van zijn middelbare school naar meerdere regiokampioenschappen en was zeer bekend in Texas. Hij kreeg tijdens zijn middelbareschoolcarrière de bijnaam de roos van Tyler.

### Rekrutering
Campbell was zeer bekend tijdens zijn middelbareschoolcarrière en meerdere coaches probeerden hem ertoe over te halen voor hun universiteit te kiezen. Uiteindelijk overwoog hij twee universiteiten: de universiteit van Texas, waar Darrell Royal coach was, en de universiteit van Oklahoma, waar Barry Switzer coach was. Uiteindelijk besloot Campbell voor de universiteit van Texas te kiezen. Switzer verklaarde later dat Campbell een speler was die direct vanuit de middelbare school naar de NFL had gekund.

## Universitaire carrière
Campbell studeerde aan de universiteit van Texas, waar hij footballspeelde voor de Texas Longhorns van 1974 tot 1977. In zijn eerste jaar speelde hij elf wedstrijden en rushte hij voor 928 yards en zes touchdowns in 162 pogingen. In 1975 werd hij geselecteerd voor het All-America first team op de fullbackpositie, nadat hij de Southwest Conference had geleid in rushing yards en rushing touchdowns. In zijn juniorseizoen had hij last van een blessure, waardoor hij vier wedstrijden moest missen. Hij eindigde dat seizoen met 653 rushing yards en drie touchdowns.
Als senior in 1977 leidde Campbell het land in rushing yards (1.744 rushing yards) en ook scoorde hij 19 touchdowns. In zijn laatste wedstrijd verbeterde hij zijn eigen record met 222 rushing yards toen het team tegen de ongeslagen Texas A&M Aggies speelde. Texas won de wedstrijd uiteindelijk met 57–28. De Longhorns speelden daarna in de Cotton Bowl tegen de nummer 5 van het land, Notre Dame, dat werd geleid door quarterback Joe Montana. Campbell droeg de bal 29 keer, wat resulteerde in 116 yard. Notre Dame won met 38–10 en werd later nationaal kampioen. Texas eindigde als nummer 4 in de laatste rankings.
Campbell won daarna de Heisman Trophy; hij was de eerste speler van Texas die de prijs in ontvangst mocht nemen Campbell mocht ook de Chic Harley Award in ontvangst nemen. Campbell eindigde zijn carrière bij Texas met 4.443 rushing yards en 40 rushing touchdowns.

## Professionele carrière
Campbell werd door de Houston Oilers als eerste gekozen in de 1978 NFL Draft. Hij tekende een zesjarig contract, waarmee hij 1,4 miljoen dollar zou verdienen.
Campbell had een zeer succesvolle carrière: hij werd vijf keer verkozen tot Pro-Bowler en vestigde meerdere records.
Hij verzamelde in zijn gehele carrière 9.407 rushing yards en had in totaal 74 touchdowns. Campbell stond bekend om zijn harde renstijl, waardoor zijn lichaam veel klappen te verduren kreeg. Hij had een kortere carrière dan gewoonlijk bij running backs het geval is.

## Prijzen
- 5× Pro Bowl (1978–1981, 1983)
- 3× First-team All-Pro (1978–1980)
- AP NFL Most Valuable Player (1979)
- 2× PFWA NFL Most Valuable Player (1978, 1979)
- 3× NEA NFL Most Valuable Player (1978–1980)
- 3× NFL Offensive Player of the Year (1978–1980)
- Bert Bell Award (1979)
- NFL Offensive Rookie of the Year (1978)
- 3× NFL rushing yards leader (1978–1980)
- 2× NFL rushing touchdowns leader (1979, 1980)
- Tennessee Titans rugnummer 34 uit de roulatie
- Heisman Trophy (1977)
- Davey O'Brien Memorial trofee (1977)
- 2× First-team College Football All-America Team (1975, 1977)
- Texas Longhorns rugnummer 20 uit de roulatie

## Privéleven
In 1990 richtte Campbell het bedrijf Earl Campbell Meat Products op, dat barbecuevlees en -middelen verkoopt. Campbell en zijn zakenpartners openden in 1999 een restaurant gevestigd op Sixth Street in Austin genaamd Earl Campbell's Lone Star BBQ. Het restaurant sloot zijn deuren in 2001.
Campbell heeft twee zonen, Christian en Tyler. Christian speelde op de middelbare school samen met de latere NFL-quarterback Drew Brees. Tyler was running back op de middelbare school en in het team van San Diego State University maar moest zijn footballcarrière vroegtijdig beëindigen toen hij aan multiple sclerose bleek te lijden.